# Ameronothrus marinus
Ameronothrus marinus är en kvalsterart som först beskrevs av Banks 1896.  Ameronothrus marinus ingår i släktet Ameronothrus och familjen Ameronothridae. Inga underarter finns listade i Catalogue of Life.